# Кастелейн, Верле
Верле Кастелейн (англ. Veerle Casteleyn родилась во Vlaanderen (Фландрии), Бельгия 6 марта 1978 года.) Бельгийская актриса, певица, балерина. Имя Верле (Veerle) переводится с фламандского, как «птичье перо». Свободно владеет фламандским и английским языками.

## Биография
Училась в De Koninklijke Balletschool, Антверпен, Бельгия. В период учёбы исполнила роли в нескольких пьесах:
- Joint Venture
- Initiate
- Fanfare
- The Three Musketeers (роль третьего плана)
- Self Made

После завершения обучения, играла в ряде постановок в Бельгии, такие как:
- Энни
- Звуки музыки
- Кошки
- Звуки музыки (возрождение)

В 1997 году переезжает в Лондон, по приглашению Эндрю Ллойда Уэббера, для съёмок в теле версии мюзикла «Кошки» (вышла в 1998 году) в роли Джемаймы. Несмотря на то, что голос Верле был дублирован — это не помешало миллионам влюбиться в её открытое лицо и огромные карие глаза. На волне успеха, Верле исполняет несколько ролей в Вест-Эндовской постановке Кошек, после чего становится «бессменной Джемаймой». Так же, исполняет роли Рампалтизер и Виктории.

После Кошек, Верле присоединяется к британскому туру мюзикла «Карусель», где исполняет роль Луизы Бигелоу. По завершении тура, возвращается в Бельгию, где исполняет роль Фредерики Армфельд в опере «Маленькая ночная серенада».

В 2002 году Верле получает роль Джульетты в Бельгийской версии мюзикла Ромео и Джульетта (название бельгийской версии: «Romeo en Julia: van Haat tot Liefde»). Это была первая роль Верле первого плана. Она выпускает диск с песнями мюзикла, исполненными своим голосом.

После «Ромео и Джульетты», Верле играет роль Чавы в мюзикле «Скрипач на крыше».

После небольшого перерыва, Верле приходит на телевидение и снимается в роли Сони, в «De Wet Volgens Milo», в роли стажёра в юридической фирме. К концу 2005 года, принимает участие в бельгийской версии Чешского мюзикла Дракула в основном составе.

В 2006 году, В Антверпене, Верле в составе основной труппы играет в мюзикле «Mamma Mia!», по мотивам песен ABBA, а уже 9 августа начинает репетицию для новой европейской постановки Кошек, где выступает в сменных ролях: Электра (первый состав), Сильвани (европейская версия Джемаймы, первый состав) и Виктория (второй состав). Летом 2007 года, она полностью берёт на себя роль Джемаймы. Премьера состоялась в Роттердаме, в октябре 2007, и до конца октября прошли гастроли по Нидерландам.

В 2010 году Верле входит в труппу бельгийской постановки мюзикла «Оливер!»

После Оливера, Верле приступает к репетициям в мюзикле Droomvlucht, мировая премьера которого состоялась 09.10.2011.

## Театральная карьера
- Энни (Мюзикл) (Бельгия)
- Звуки музыки (Лизиль англ. Liesl) (Бельгия)
- Кошки (Сильвани (европейская версия Джемаймы)) англ. Sylvani) (Бельгия)
- Кошки (Джемайма англ. Jemima/ Виктория англ. Victoria/ Рампалтизер англ. Rumpleteazer) (Лондон)
- Карусель[англ.] (Луиза англ. Louise Bigelow) (Великобритания Национальный Тур)
- Маленькая ночная серенада  [en] (Фредрика англ. Fredrika Armfeldt) (Европейский тур)
- Ромео и Джульетта (Джульетта бельг. Julia) (Бельгия)
- Скрипач на крыше (Чава бельг. Chava) (Бельгия)
- Без семьи Без семьи (роман) (Взрослая Реми англ. Remi) (Европейский тур)
- Дракула  [en] (Мюзикл) (Бельгия)
- Mamma Mia! (Мюзикл) (Бельгия)
- Кошки (Электра англ. Electra / Джемайма англ. Jemima / Виктория англ. Victoria) (Европейский тур)
- Отверженные (Мюзикл) (Нидерланды)
- Оливер! (Мюзикл)
- Droomvlucht  [nl] (Мюзикл)

## Дискография
2002
- ROMEO EN JULIA CD — На диске 19 песен, бельгийской версии мюзикла «Ромео и Джульетта». Три песни Верле исполняет в дуэте с Дави Хилесом (Ромео) и одну — соло.
- LIEFDE CD SINGLE — Эксклюзивный сингл. Содержит две песни: Liefde (бельгийская версия Amier), исполняемую дуэтом Верле и Дави Хилеса и инструментальная Het Bal (бельгийская версия Le Bal).

2005
- ALLEEN OP DE WERELD CD — На диске 22 песни мюзикла «Alleen op de Wereld». Из них одну Верле исполняет соло и одну в составе трио.

## Карьера в кино
- Кошки (телеверсия, Джемайма англ. Jemima)
- Дракула (Мюзикл)

## На телевидении
- Flikken[англ.] (Эльке Де Брока) [Сезон 5, Эпизод 6: Sporen]
- De Wet Volgens Milo (Соня)